# Vila Vila (Mizque)
Vila Vila ist eine Ortschaft im Departamento Cochabamba im südamerikanischen Anden-Staat Bolivien.

## Lage
Vila Vila ist zentraler Ort des Municipios Vila Vila in der Provinz Mizque. Die Ortschaft liegt auf einer Höhe von 2534 m am rechten Ufer des Río Wila Wila, eines Nebenflusses des Río Mizque.

## Geographie
Vila Vila liegt zwischen den Gebirgsketten der Cordillera Oriental und der Cordillera Central. Das Klima ist geprägt durch ganzjährig frühlingshafte Temperaturen und geringen Niederschlägen.
Die Jahresdurchschnittstemperatur der Region liegt bei etwa 20 °C (siehe Klimadiagramm) und einem Jahresniederschlag von 550 mm. Wärmster Monat ist der November mit einem Durchschnittswert von gut 22 °C, kälteste Monate sind Juni und Juli mit etwa 17 °C. Von April bis Oktober herrscht Trockenzeit mit Niederschlägen unter 25 mm, feuchteste Monate im langjährigen Durchschnitt sind die Monate Dezember bis Februar mit mehr als 100 mm.

## Verkehrsnetz
Vila Vila liegt in einer Entfernung von 109 Straßenkilometern südöstlich von Cochabamba, der Hauptstadt des gleichnamigen Departamentos.
Von Cochabamba führt die asphaltierte Nationalstraße Ruta 7 in südöstlicher Richtung 33 Kilometer bis Tolata, von dort eine unbefestigte Landstraße über zwölf Kilometer weiter nach Süden über Cliza nach Toco. Von dort führt die Straße weiter 64 Kilometer nach Südosten über Matarani und Sacabamba bis Vila Vila.

## Bevölkerung
Die Einwohnerzahl der Ortschaft ist in den vergangenen beiden Jahrzehnten auf fast das Dreifache angestiegen:
| Jahr | Einwohner | Quelle       |
| ---- | --------- | ------------ |
| 1992 | 243       | Volkszählung |
| 2001 | 426       | Volkszählung |
| 2012 | 650       | Volkszählung |
| 2024 |           | Volkszählung |

Die Region weist einen hohen Anteil an Quechua-Bevölkerung auf, im Municipio Vila Vila sprechen 99,1 Prozent der Bevölkerung Quechua.